# Arti (Russia)
Arti (in russo Арти?) è un insediamento di tipo urbano dell'oblast' di Sverdlovsk, in Russia; è il centro amministrativo del distretto Artinskij.
Si trova sulle rive del fiume Artja, un affluente della Ufa, 169 km a sud-ovest di Ekaterinburg.